# Mètodes per aprendre anglès
Existeixen nombrosos mètodes per aprendre anglès a Espanya com a segona llengua. A l'Estat Espanyol, més del 65% de la població adulta tracta d'aprendre anglès en un moment de la seua vida sia per necessitat acadèmica (per exàmens com TOEFL i iTEP), laboral o senzillament per ampliar els seus coneixements. En l'actualitat es coneixen diversos mètodes diferents que afavoreixen l'aprenentatge de l'anglès a Espanya:
- Mètode Assimil: té dues fases, l'activa, de familiarització amb l'idioma, i la passiva per posar en pràctica allò aprés en l'anterior.[2]
- Mètode Callan: desenvolupat per Robin Callan és una derivació del mètode natural d'aprenentatge que prioritza la conversa, la comprensió auditiva i l'estímul de la memòria, d'aquesta forma es fomenta que l'alumne parle des del primer moment.[3]
- Duolingo és una plataforma d'aprenentatge virtual d'idiomes i traducció. El servei està dissenyat perquè mentre els usuaris van aprenent ajuden a traduir webs i altres documents[4][5]
- Mètode Efekta: promou un tipus d'ensenyament multidisciplinari que combina classes de conversa, tècniques d'aprenentatge per internet amb classes dissenyades per laboratoris d'idiomes i per a iPads, classes de gramàtica i immersió lingüística de l'alumne. Ha sigut desenvolupat per l'organització educativa EF-Education First en col·laboració amb la Universitat de Cambrigdge.[6]
- Mètode Iversen. es tracta de traduir blocs de varies paraules (normalment 4 o 5) en una quadricula. Es tradueixen a la llengua materna, després es torna a fer al idioma objectiu i així varies vegades.[7]
- Mètode Linguaria: basat en la manera que processa la informació el nostre cervell, memoritzant a base d'escoltar i repetir, com els xiquets.[8]
- Mètode Maurer: promulga l'aprenentatge de 1 000 paraules en 20 setmanes (aproximadament 50 mots per setmana.)[9]
- Mètode Pau Ninja: aquest mètode per aprendre idiomes ha sigut creat per un blogger català combinant diferents recursos.[10] En aquest mètode per aprendre idiomes, s'utilitzen els llibres de la sèrie Assimil que ofereixen traduccions bidireccionals, juntament amb el software lliure Anki que ofereix repeticions especiades. S'aprofita la repetició que es necessita per assumir automatització de la llengua, junt amb el vocabulari que s'utilitza més en el dia a dia.
- Mètode Pimsleur: tècnica d'aprenentatge basada en el repàs espaiat i el procés natural de la memorització: escoltar primer i repetir i traduir posteriorment. Desenvolupat pel Dr Paul Pimsleur, expert en idiomes conegut també pel seu test. Va investigar i va descobrir que l'ús de la memòria és el factor més important en l'aprenentatge d'un idioma.[11]
- Mètode Rossetta Stone: promulga l'aprenentatge a través de la percepció audiovisual.
- Mètode Richard Vaughan: consistent en la repetició de frases en anglés fins a l'aprenentatge d'aquestes, amb l'ajut de llibres de traducció.